# 포스티 그룹
포스티 그룹(Posti Group)은 핀란드의 우편과 소포를 배달하는 핀란드의 주요 우편 서비스이다. 1994년부터 2007년까지는 수오멘 포스티(Suomen Posti)라는 사명을, 2007년부터 2015년까지는 이텔라(Itella)라는 사명을 사용하였다. 국제적으로는 포스티 그룹 코퍼레이션(Posti Group Corporation)이라는 사명을 사용한다. 이 기업의 유일한 주주가 핀란드이다.
이 기업은 다음과 같은 비즈니스 그룹으로 나뉜다:
- Postal Services
- Parcel and Logistics Services
- Itella Russia
- OpusCapita

## 국제적 운영
2016년 기준으로 포스티는 발트 국가들의 픽업 지점망을 설립했다.
- 에스토니아:  Itella Eesti
- 핀란드: Posti
- 라트비아: Itella Latvija
- 리투아니아: Itella Lietuva
- 러시아:  Itella Россия 보관됨 2022-04-14 - 웨이백 머신